# Gray (Francia)
Gray /ɡʀɛ/ è un comune francese di 6 440 abitanti situato nel dipartimento dell'Alta Saona nella regione della Borgogna-Franca Contea.

## Monumenti e luoghi d'interesse
Possiede un hôtel de ville (antico municipio) rinascimentale (XVI secolo) e la chiesa tardogotica di Notre-Dame, edificata a cavallo fra '400 e '500. Il castello (XVI secolo) è sede del Museo Baron-Martin, ove si può ammirare una raccolta di pitture di autori francesi del XVIII e XIX secolo (Hyacinthe Rigaud, Jacques-Louis David, ecc.).

## Società

### Evoluzione demografica
Abitanti censiti